# Tordoni (Pontecorvo)
Tordoni (Turdunë in dialetto pontecorvese) è una contrada della città di Pontecorvo, in provincia di Frosinone.

## Storia

### Preistoria
Nella Preistoria la zona di Tordoni non era molto abitata data la scarsità di acqua presente nel territorio. L'unico luogo abitato era la cima del Monte Leuci dato che il clima era più fresco e inoltre era più facile avvistare i nemici in arrivo. Sono stati trovati, infatti, oggetti risalenti all'Età del Bronzo in questo luogo.

### Medioevo
Nel 1350 circa sulla vetta del monte fu costruita un'edicola votiva in onore a San Leucio (da cui il monte prende il nome) che nel 1500 su arricchita ed ampliata e accanto ad essa fu edificato un Eremo.
Ai piedi del rilievo, inoltre era situata la chiesa di San Nicola di Pico ed essa era molto famosa si trovava sul "cammino" che i pellegrini e monaci percorrevano per arrivare da Roma a San Michele del Gargano e viceversa e anche in Terra Santa e inoltre la via fu percorsa anche da Papa Vittore III, che era anche Abate dell'Abbazia di Montecassino.
Ai piedi della montagna si sviluppò pian piano il centro abitato di Tordoni con la costruzione di molti castelli e casali. Oggi questi antichi edifici sono abbandonati ma alcuni di questi sono rimasti in piedi sono visitabili.

### Annessione al Regno d'Italia e anni successivi
Il 7 dicembre 1860 le milizie di Vittorio Emanuele II annetterono Tordoni e il resto di Pontecorvo al Regno d'Italia.
La chiesa e l'Eremo sulla cima del monte, abbelliti nel corso dei secoli, subirono l'effetto delle leggi di soppressione degli enti ecclesiastici e fu chiusa al pubblico e lo Stato incamerò gli edifici. Nel 1869, però, il luogo di culto fu riaperto e rientrò in possesso di Pontecorvo e la Congrega della Carità lo amministrò. Col passare degli anni, l'Eremo e la chiesa furono abbandonati fin quando la città ideò di trasformare gli edifici in un centro per bambini fragili. L'Eremo dunque fu adibito a colonia infantile dove operavano le Suore del Monte Calvario.
Il luogo fu di grande interesse in quegli anni e divenne un vanto per i pontecorvesi fino alla Seconda Guerra Mondiale.

### Seconda Guerra Mondiale e le battaglie del monte
Durante il periodo tra settembre 1943 e maggio 1944, quando gli Alleati stavano riconquistando l'Italia, ci furono molti combattimenti nella zona nel corso dello sfondamento della linea difensiva tedesca Hitler dopo aver oltrapassato la linea Gustav  il 18 maggio 1944 a Cassino. Il monte divenne importantissimo in quanto divenne un punto geostrategico nella Valle del Liri. Infatti esso si trova a ridosso della strada tra Pontecorvo e Pico e ostacolava l'avanzata degli Alleati verso Roma.
I francesi, dunque, tentarono di attaccare i teutonici dai fianchi del rilievo il 21 maggio 1944 e ottennero una vittoria che tuttavia durò poco: la 26ª divisione corazzata tedesca lanciò un attacco che cacciò i transalpini dal monte. In aiuto, successivamente, arrivarono anche i canadesi e insieme contrattaccarono quattro volte in una giornata che permisero agli alleati di conquistare il rilievo. Successivamente i tedeschi e i canadesi si scontrarono in contrada Valli (Aquino) e il 23 maggio la linea Hitler fu definitivamente sfondata liberando Pontecorvo e il giorno dopo Aquino. Tuttavia, le due strutture in cima al monte furono rase al suolo

### Creazione del Museo delle Battaglie
La chiesa e l'Eremo furono ricostruiti ma gli edifici tornarono ad essere un luogo di culto. Nel 2004, al 60° anniversario della liberazione di Pontecorvo, le strutture divennero un museo: il Museo delle Battaglie, creato per ricordare alle nuove generazioni le battaglie avvenute e i morti in questa zona. Negli anni successivi fu costruita un'altra chiesa, più piccola e più in basso rispetto all'altra, dedicata a Maria Santissima di Monte Leuci.

## Origini del nome
Il nome "Tordoni" deriva molto probabilmente dalla parola tordo, un piccolo uccello considerato stupido perché può essere cacciato facilmente. Il nome dunque vuol dire "terra degli stupidi" in quanto si pensa che gli abitanti della contrada siano facili da imbrogliare.

## Società

### Lingue e dialetti
La contrada di Tordoni parla un dialetto ciociaro mescolato al dialetto romanesco dato che Pontecorvo nel corso dei secoli è stata sia in possesso dello Stato Pontificio sia del Regno di Napoli.

### Tradizioni e folclore
La prima domenica di maggio si festeggia Maria Santissima di Monte Leuci, detta anche Madonna di Monte Leuci. La celebrazione comprende una processione che parte dai piedi della montagna e che ha come destinazione la chiesa dedicata a lei.                       Una volta arrivati lì, si celebra la messa all'aperto e successivamente (quando si può) si continua il viaggio fino alla cima della montagna per visitare il Museo delle Battaglie.

## Cucina
Tordoni non ha veri e propri piatti tipici perché la zona è molto povera di acqua e dunque era difficile coltivare in antichità e dunque gli abitanti non hanno avuto la possibilità di creare loro piatti. Tuttavia, un piatto molto apprezzato è la casata pontecorvese.

## Economia
L'economia della contrada si basa principalmente sull'agricoltura, sull'allevamento e anche sull'artigianato, infatti nella zona è presente anche una carpenteria metallica.

## Geografia antropica
Il punto di riferimento centrale della contrada è sicuramente il Monte Leuci e ai suoi piedi si sviluppa il centro abitato. Tordoni si trova a ridosso della SP628, detta anche via Leuciana, che collega Pontecorvo a Pico e a Castrocielo. La via si dirama infine in due sensi unici nel centro di Pontecorvo.

## Sport

### Calcio
Il Tordoni Calcio è stata l'unica squadra sportiva ad aver rappresentato la contrada omonima e l'ha fatto per 14 anni. Infatti il club è nato nel 2009 inizialmente per giocare a calciotto e a calcio a 5, ma ha iniziato a disputare le partite in 11 uomini nel 2014, iscrivendosi in Terza Categoria. Nel 2019 la società si è fusa con l'Atletico Pontecorvo per creare il Tordoni Pontecorvo 2019. Il miglior risultato ottenuto dalla squadra è stata la promozione in Seconda Categoria, dove rimarrà per due anni prima di retrocedere. Nel 2023, il presidente del Tordoni Calcio si trasferisce e la società non riuscì a trovare un sostituto e il club fallì e il Tordoni Pontecorvo si sciolse.